# Castel Romano (Pieve di Bono-Prezzo)
Castel Romano è un castello medievale in rovina che si trova nel comune di Pieve di Bono-Prezzo in provincia di Trento.

## Storia
Il maniero risale probabilmente al XII secolo ed era originariamente una casatorre che sorgeva in una posizione strategica per il controllo della valle del Chiese. Fu prima feudo degli Appiano e in seguito degli Arco. Nel XIV secolo passò definitivamente ai Lodron e divenne la sede di uno dei rami più importanti di questa famiglia. Proprio in questo periodo il castello venne ristrutturato con l'aggiunta di alcuni edifici residenziali ornati da pregevoli affreschi, come dimostra quello staccato e oggi conservato al museo diocesano di Trento.
Nel 1848 fu saccheggiato dai Corpi Franchi e nel 1866 fu occupato dalle truppe al comando di Giuseppe Garibaldi. Durante la prima guerra mondiale venne a trovarsi a ridosso del fronte e fu pesantemente bombardato dalle artiglierie italiane che lo ridussero a rudere.
Negli ultimi anni è stato sottoposto a un profondo restauro che ne ha permesso una migliore conservazione e fruizione da parte del pubblico. Spesso vi vengono organizzati anche eventi pubblici.